# Wierzchołówka wspaniała
Wierzchołówka wspaniała (Choerades ignea) – gatunek muchówki z rodziny łowikowatych i podrodziny Laphriinae. Zamieszkuje Europę i zachodnią część Azji.

## Taksonomia
Gatunek ten opisany został po raz pierwszy w 1820 roku przez Johanna Wilhelma Meigena pod nazwą Laphria ignea. W 1991 roku Pawieł Ler na podstawie budowy genitaliów samców zsynonimizował go z tym gatunkiem Choerades gilva. Wyniki analiz molekularnych, jak i dane morfologiczne wskazują jednak na odrębność, choć bliskie pokrewieństwo tych gatunków.

## Morfologia

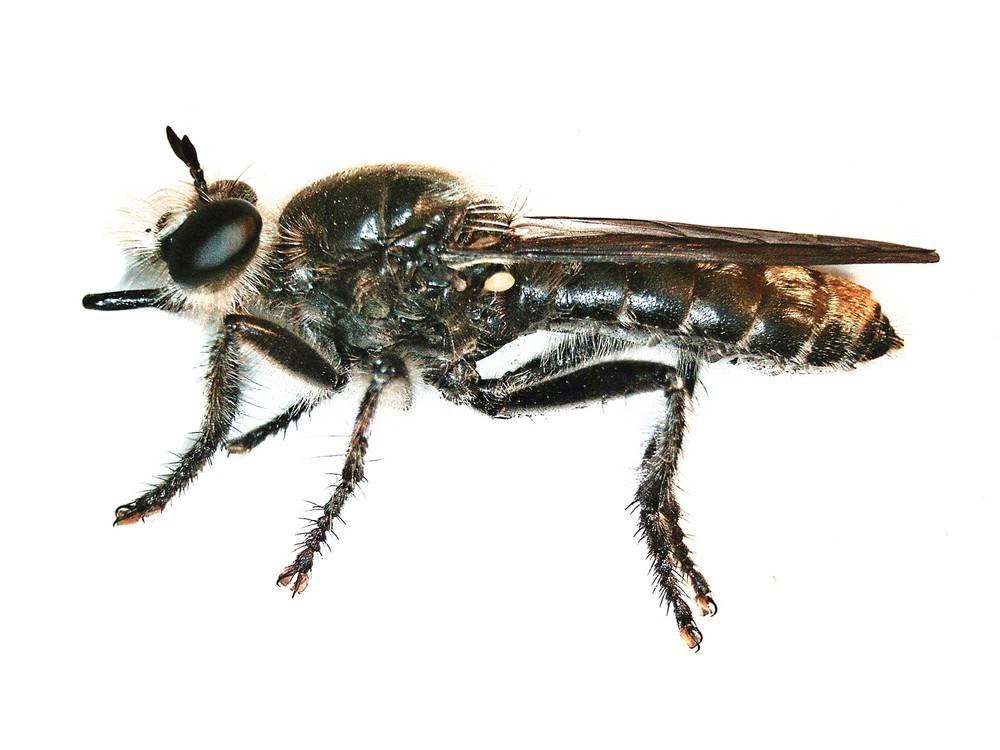
Widok z boku

Muchówka o przysadzistym jak na przedstawiciela rodziny ciele długości od 18 do 22 mm.
Głowa ma czarny oskórek. Rejon twarzy między małym wzgórkiem czułkowym a dużym wzgórkiem twarzowym jest biało opylony. Większość owłosienia głowy, w tym to na górze potylicy ma kolor płowy. Czarne są szczecinki brwiowe i część szczecinek na wzgórku przyoczkowym. Broda (mystax) składa się tylko z włosków żółtych lub też zawiera kępkę czarnych szczecinek na krawędzi perystomu. Krótkie czułki mają człon pierwszy ponaddwukrotnie dłuższy od drugiego, a człon trzeci maczugowaty.
Tułów jest czarny z lekkim opyleniem brunatnym na śródpleczu i mocniejszym opyleniem białym na bokach. Włoski i szczecinki tułowia mają kolor żółty, tylko na bokach miejscami biały. Płat postpronotum jest oprószony. Skrzydła mają brunatnie przyciemnione błony, a przezmianki żółte główki. Odnóża są czarne z kasztanowymi stopami, a czasem też szczytami goleni. Na odnóżach występują czarne i żółte szczecinki oraz jasne włoski.
Odwłok jest brunatnoczarny z czerwonożółtą plamą na wierzchu, ciągnącą się od tylnej krawędzi tergitu drugiego. Owłosienie plamy jest złociste. Pozostałe części odwłoka mają włoski białe, tylko ostatni segment ma czarne.

## Ekologia i występowanie
Owad ten zasiedla nizinne bory sosnowe z dużą ilością martwego drewna. Może współwystępować z podobną wierzchołówką ognistą. Imagines latają od maja do października, chętnie na skrajach lasu, polanach, przesiekach i poboczach szerokich duktów. Często czatują na ofiary przysiadając głową w dół na pniach sosen. Obserwowano też aktywne poszukiwanie przez nie przypłaszczka granatka poprzez lot spiralny wokół konaru. Drapieżne larwy są saproksyliczne i zasiedlają martwe drewno sosen, gdzie polują na saproksyliczne chrząszcze.
Gatunek palearktyczny. W Europie znany jest z Francji, Belgii, Holandii, Niemiec, Szwajcarii, Austrii, Włoch, Szwecji, Norwegii, Finlandii, Polski, Czech, Słowacji, Węgier, Rumunii, Ukrainy i europejskiej części Rosji. W Azji występuje w Kazachstanie i na zachodzie Syberii.